# Pitsa-Tafeln

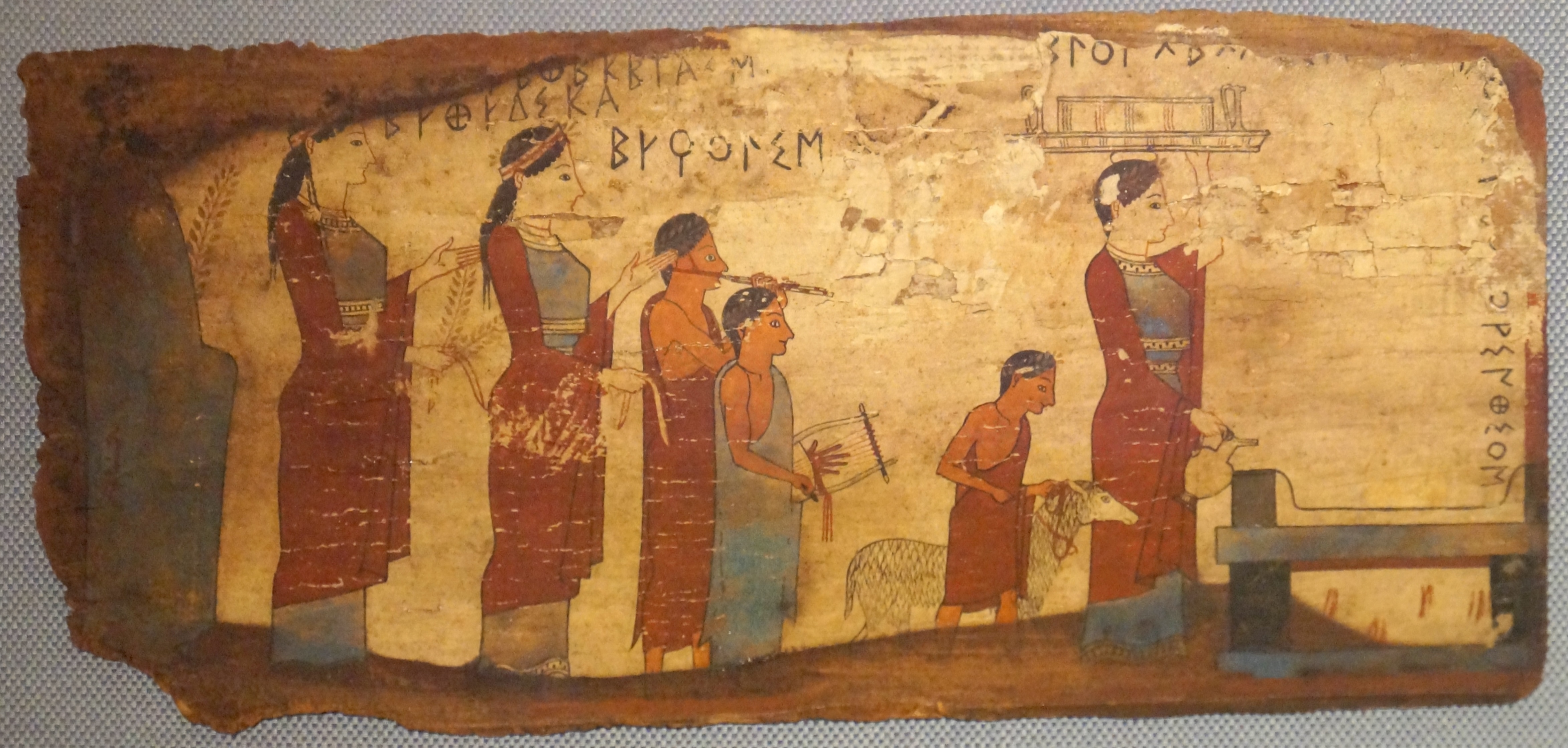
Pitsa-Tafel mit Opferszene; Archäologisches Nationalmuseum (Athen) 16464

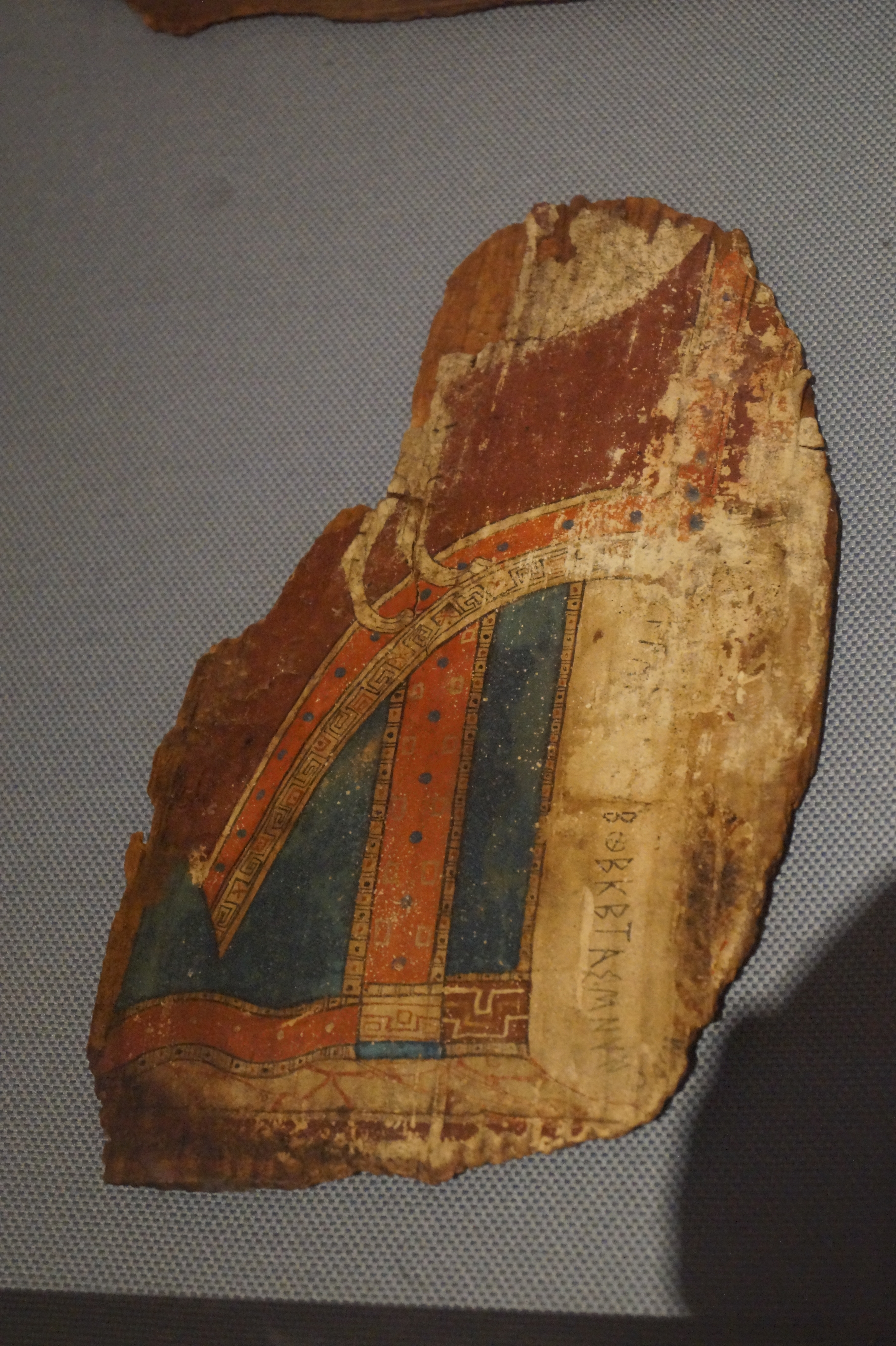
Pitsa-Tafel mit drei Frauen und Katze; Archäologisches Nationalmuseum (Athen) 16465

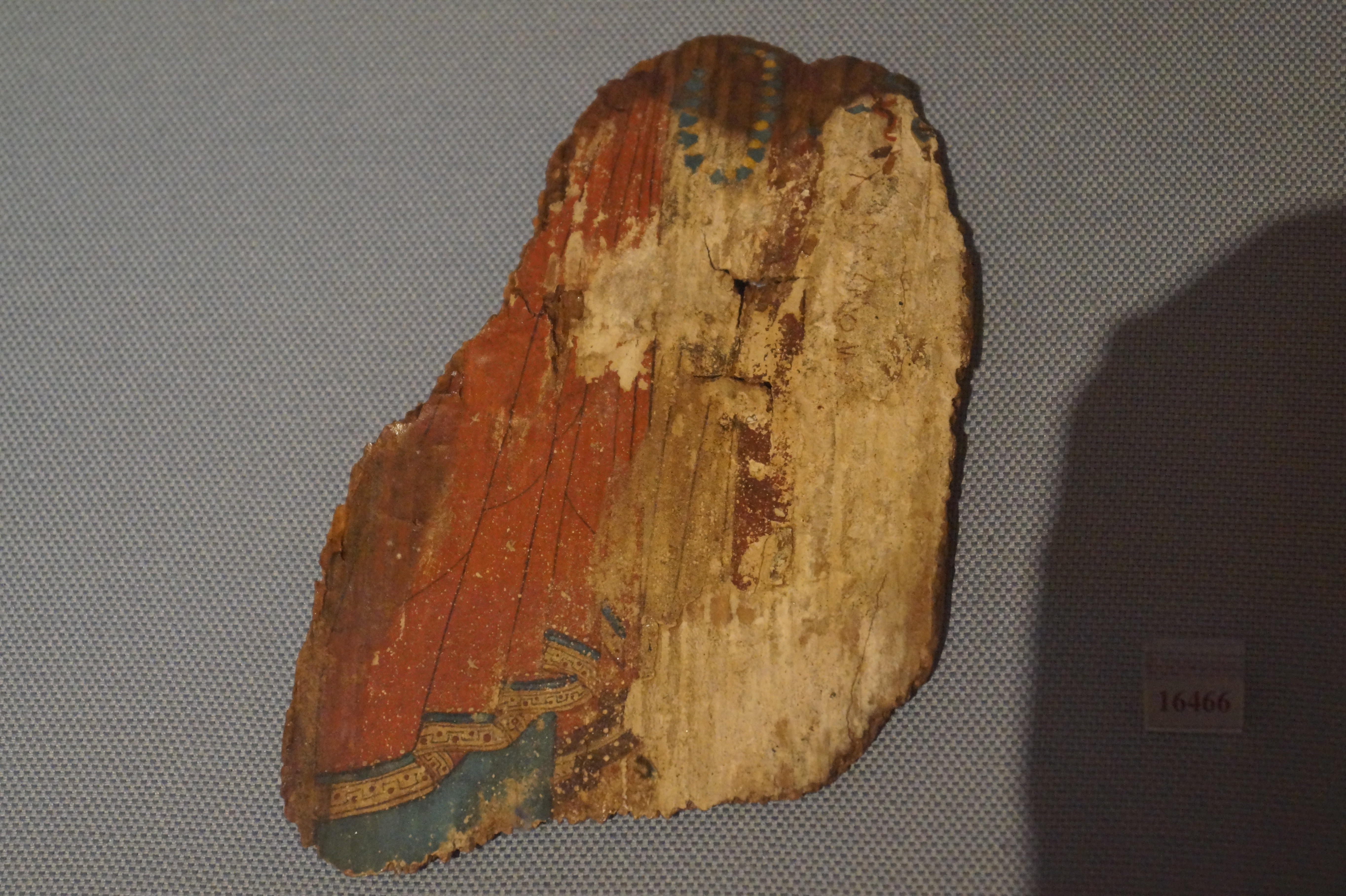
Pitsa-Tafel mit Person mit Halskette; Archäologisches Nationalmuseum (Athen) 16466

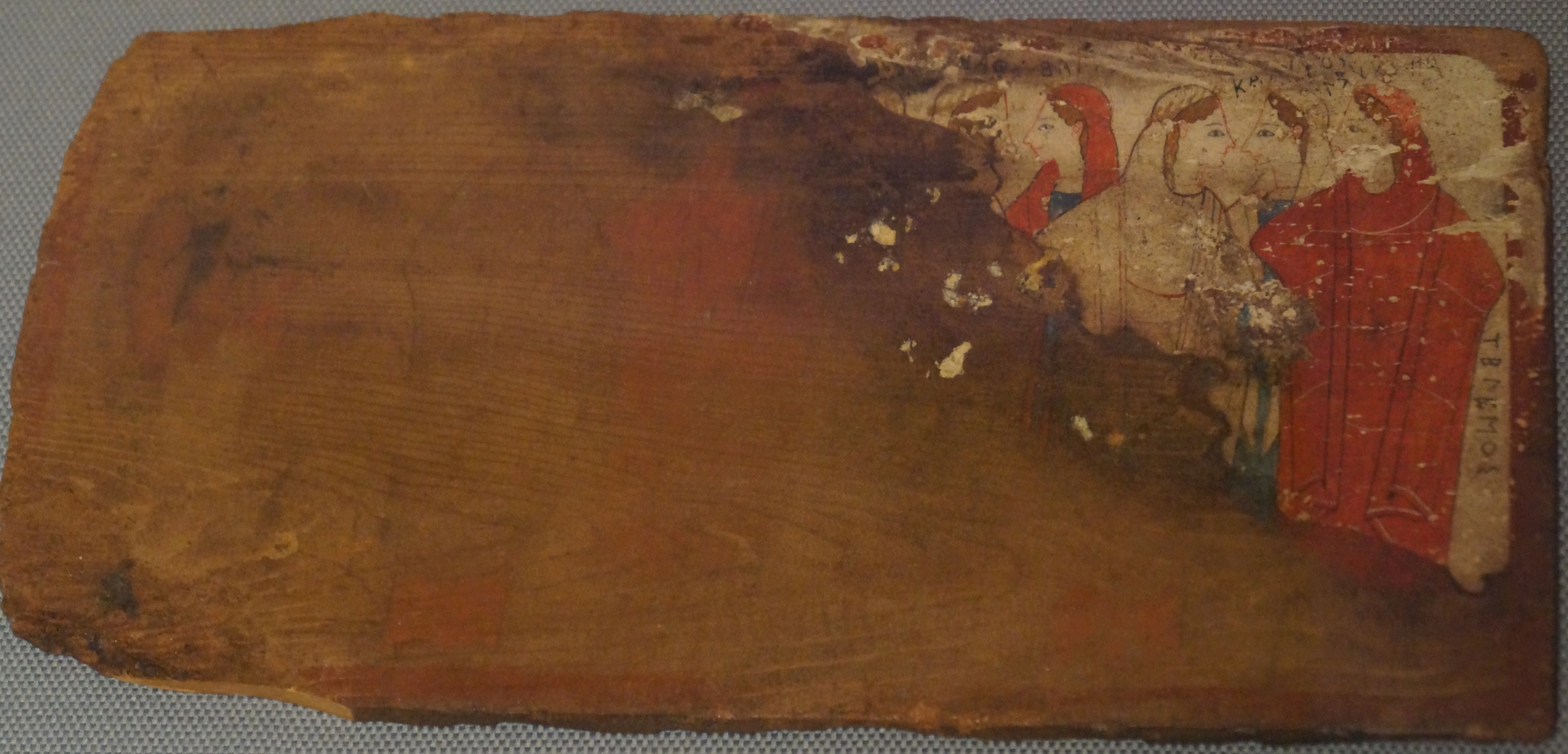
Pitsa-Tafel mit Reigentanz; Archäologisches Nationalmuseum (Athen) 16467

Die Pitsa-Tafeln wurden 1934 in der Höhle von Pitsa nahe dem Dorf Ano Pitsa, das im Westen der Korinthia im heutigen Griechenland liegt, gefunden. Es handelt sich um vier bemalte Holztafeln, die um 540 bis 500 v. Chr. datieren. Sie bilden die ältesten erhaltenen Beispiele griechischer Tafelmalerei (Pinakes), wobei zwei Tafeln nur schlecht erhalten sind. Es handelt sich um Votivgaben an Nymphen. Alle vier Tafeln befinden sich heute im Archäologischen Nationalmuseum von Athen. Die im Museum ausgestellten Tafeln sind jedoch Kopien, die der Schweizer Maler und Restaurator Emile Gilliéron fils anfertigte. Die Originale werden unter klimatisierten Bedingungen gelagert, um sie vor dem Zerfall zu bewahren. Sie tragen die Inventarnummern 16464–16467.

## Allgemeines
Die vier Tafeln sind die einzigen Zeugnisse der korinthischen Malerei des 6. Jahrhunderts v. Chr. Auch die Inschriften sind für die Erforschung der Entwicklung des korinthischen Alphabets wichtige Funde. Der gute Erhaltungszustand wird darauf zurückgeführt, dass sich auf den Tafeln Kalkkristalle ablagerten und durch einen Erdrutsch die Höhle luftdicht versiegelt wurde.
Die Malereien sind auf einer weißen Stuckschicht auf Zypressenholz in Temperafarbe unter Verwendung von mineralischen Pigmenten angebracht. Die Umrisse wurden in schwarzer und roter Farbe ausgeführt. Das Farbspektrum reicht von weiß, rot, blau, gelb, violett, braun, grün bis schwarz. Die Farben wurden nur deckend aufgetragen, es gibt weder Abstufungen noch Farbverläufe.

## Tafel Nr. 16464
Die am besten erhaltene Tafel ist 31 cm lang und 14 cm hoch und zeigt eine Opferszene. Sieben Personen sind dargestellt, die alle nach rechts gewandt sind, wo sich ein Altar befindet. Ganz rechts sieht man eine junge Priesterin, die eine Oinochoe in der rechten Hand hält. Auf dem Kopf balanciert sie ein Kanoun, einen Opferkorb, auf dem sich eine Kiste und zwei Gefäße befinden. Hinter ihr folgt ein Junge mit einem Lamm. Es folgen zwei junge Musikanten. Der eine spielt auf einer Lyra, der andere spielt einen Aulos. Es folgen zwei Frauen, die Zweige in der Hand halten, und eine nicht gut erhaltene Figur eines Mannes. Die Stoffe sind rot und blau ausgemalt. Schwarz sind die Haare und diverse Details. Die Haut der Männer ist rot, während die Haut der Frau die des hellen Untergrundes ist.
Die Figuren haben Beischriften, die sie mit Namen nennen. Die Frauen heißen Ethelonche, Euthydike und Eukolis. Eine Weihinschrift besagt, dass die Tafel den Nymphen geweiht war. Der Maler signierte das Werk, doch ist sein Name verloren, nur der Zusatz Der Korinther ist noch zu lesen. Der Maler kam also aus Korinth. Die Inschrift benutzt das korinthische Alphabet. Sie stammt aus der Zeit zwischen 540 und 530 v. Chr.

## Tafel Nr. 16465
Das Tafelfragment zeigt den unteren Teil von drei Frauen und einer Katze. Bei den Frauen handelt es sich vermutlich um Nymphen. Sie tragen Chiton und darüber Himation. Die seitliche Inschrift lautet den Nymphen geweiht. Es stammt aus der Zeit zwischen 540 und 530 v. Chr.

## Tafel Nr. 16466
Das Tafelfragment misst 12,8 × 19,3 cm. Es zeigt eine Person in Himation, die eine Halskette in der Hand hält. Die Beischrift ist schwer lesbar und heute nicht mehr verständlich. Es stammt aus dem letzten Viertel des 6. Jahrhunderts v. Chr.

## Tafel Nr. 16467
Während die 32 × 15 cm große Tafel fast komplett erhalten ist, existiert von der Malerei nur der rechte obere Teil. Man sieht sechs Frauen beim Kreisreigentanz. Ihr Kopf ist mit einem Tuch bedeckt, und sie tragen darüber goldene Kränze. Weitere Figuren sind noch als „Schatten“ auf dem Holz zu erkennen. Es gibt Beischriften, von denen jedoch nur der Name Telesoio eindeutig gelesen werden kann. Die Tafel stammt aus dem späten 6. Jahrhundert.